# Engenheiro Navarro
Engenheiro Navarro is een gemeente in de Braziliaanse deelstaat Minas Gerais. De gemeente telt 7.315 inwoners (schatting 2009).

## Aangrenzende gemeenten
De gemeente grenst aan Bocaiuva, Claro dos Poções, Francisco Dumont, Joaquim Felício en Montes Claros.